# Dulwich Picture Gallery

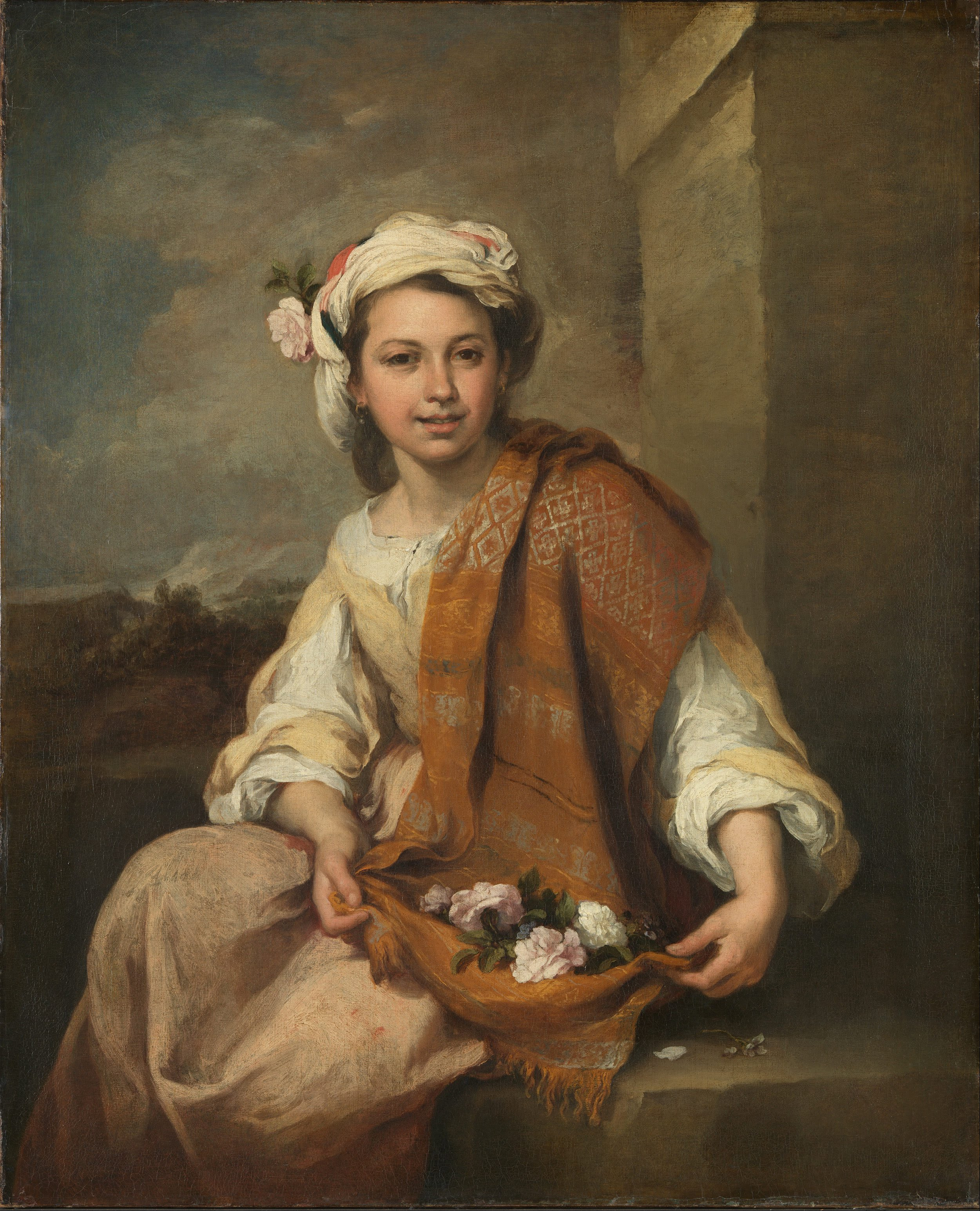
Muchacha con flores o La florista, de Murillo; una de las obras más famosas del museo.

La Dulwich Gallery es un museo de arte ubicado en Dulwich (población dentro del condado del Gran Londres). Se inauguró en 1817 en una galería expresamente diseñada, lo que fue una novedad en su época pues casi todos los museos antiguos (Louvre, Uffizi, Museo del Prado, Ermitage, etc) reutilizaban edificios ya existentes.
El museo o galería Dulwich fue el primer museo de pinturas abierto en la metrópoli londinense, ya que la National Gallery es unos años posterior. Su colección, si bien no muy extensa, incluye importantes pinturas de Rembrandt, Rubens, Van Dyck, Poussin y Murillo. Aprovechando un periodo de cierre por obras de reforma en 1999, una selección de cuadros se expuso en el Museo de Bellas Artes de Bilbao y en la sala de exposiciones del BBV en Madrid.

## Historia
La colección Dulwich fue formada por dos marchantes de arte: Sir Francis Bourgeois (1753-1811), de origen suizo, y Noël Desenfans. Se habían hecho socios y en 1790 recibieron un encargo del rey de Polonia, Estanislao II Poniatowski: conformar una «colección real», de la que él carecía y que ayudaría a impulsar las artes en su país. 
Bourgeois y Desenfans viajaron por Europa comprando obras, y después de cinco años de labor, no pudieron culminar el trato con el rey de Polonia porque en 1795 dicho país fue desmembrado en varios territorios que pasaron a otros reinos. El rey se quedó sin reino, y los marchantes sin negocio. 
Los dos socios intentaron vender la colección a otros países, sin éxito, pero no perdieron el entusiasmo y optaron por conservarla en Londres e incluso reforzarla con más obras. Tras fallecer Desenfans en 1807, Bourgeois pretendió formalizar con el Museo Británico un acuerdo para legar la colección a su fallecimiento, pero desistió ante la fría actitud de sus responsables. Finalmente, legó la colección al Dulwich College, un centro escolar que entonces pertenecía a una institución de caridad, Alleyn´s College. La Dulwich Gallery se fundaría según las condiciones de su testamento.
El edificio fue diseñado por John Soane y se abrió en 1817. En su testamento, Bourgeois había ordenado la elección de Soane como arquitecto y que el nuevo museo fuera accesible al público general. Hasta entonces, las pinacotecas europeas solían abrirse de forma restringida, a aristócratas y artistas. Bourgeois dejó una dotación de 2.000 libras para emprender las obras, una cifra considerable en la época.
Soane proyectó una serie de salas alineadas, sin decoraciones superfluas y con luz natural gracias a claraboyas en los techos. Este planteamiento tuvo una influencia determinante en las pinacotecas posteriores, al marcar un prototipo de galería funcional que se alejaba de la tradición vigente hasta entonces, de grandes palacios reconvertidos en museos tan ostentosos como mal iluminados. La Dulwich Gallery se enriqueció en 1835 con los retratos legados por William Linley, último miembro de una saga relacionada con la música y el teatro. 
El museo incluye un mausoleo para los cuerpos de Bourgeois, Desenfans y la esposa de éste. Durante la II Guerra Mundial, una bomba alemana destrozó esta parte del edificio y dispersó los restos humanos, por lo que se duda del actual contenido de los tres sarcófagos. 
En 1966, el museo sufrió un robo; sustrajeron ocho pinturas, entre ellas tres de Rembrandt y tres de Rubens. Se valoraban entonces en unos 4,5 millones de libras. Todo el botín se recuperó días después.
En 1995, una profunda reorganización del Alleyn´s College implicó un replanteamiento de la Dulwich Gallery como una institución independiente sin ánimo de lucro.
El edificio ha sido reformado en varias ocasiones. La galería creció en 1880 reutilizando un edificio anexo, y se erigió una ampliación a principios del siglo XX. En 1999 se construyó otra con diseños de Rick Mather, que incluía una cafetería, una nueva entrada y un paseo cubierto. Se recuperaron algunos elementos del diseño original de Soane, que habían sido adulterados en reformas anteriores.

## Colecciones

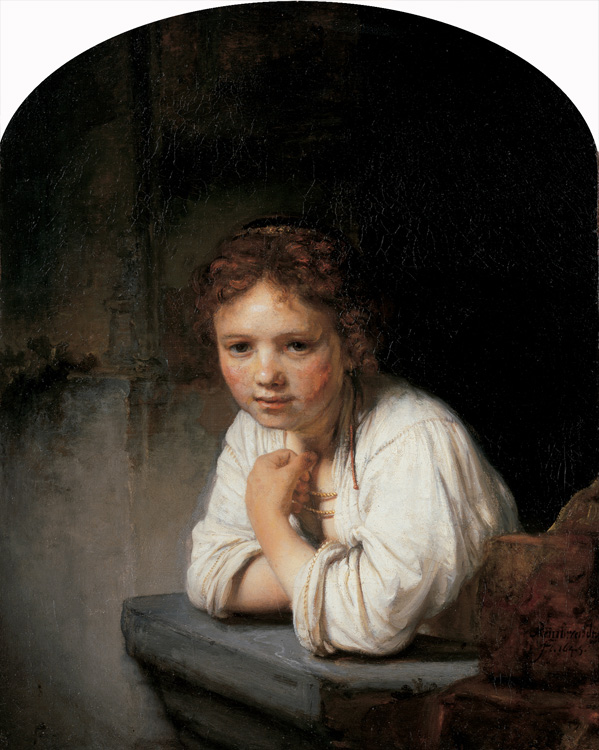
Jovencita en la ventana, una de las cuatro pinturas de Rembrandt en el museo

La Dulwich Gallery alberga una de las mejores colecciones de pintura europea de los siglos XVII y XVIII que existen en el Reino Unido, a pesar de que los modernos estudios han descartado viejas atribuciones, rebajando un tanto el entusiasmo de cronistas antiguos. Así, mientras que la sección de pintura italiana es insuficiente, los fondos de pintura holandesa y francesa incluyen obras ilustres conocidas en todo el mundo.
La pintura italiana del Renacimiento cuenta con dos pequeñas pinturas juveniles de Rafael, de relevancia más bien mediana, así como con un Retrato de joven atribuido a Piero di Cosimo, que antaño se asignaba a Leonardo da Vinci. Una pintura de altar de Veronés (San Jerónimo con Girolamo Petrobelli), por desgracia dañada, ilustra la escuela veneciana del siglo XVI. En fecha reciente se ha recuperado de los almacenes una versión del famoso cuadro Venus y Adonis de Tiziano; ha de ser un producto de taller, no autógrafo del maestro, pero entraña indudable interés y gana presencia gracias a un ostentoso marco antiguo, que ha sido igualmente restaurado.
El barroco italiano en su línea más clasicista, que estuvo en boga cuando se abrió este museo, cuenta con ejemplos de Annibale Carracci, Guido Reni (entre sus obras, un San Sebastián similar al del Museo del Prado), Francesco Albani, Guercino, Carlo Dolci, y ya dentro del siglo XVIII, Sebastiano Ricci, Canaletto, Giambattista Tiepolo y Francesco Zuccarelli.
La pintura francesa cuenta con un grupo de obras más ilustre, con seis lienzos de Poussin, cuatro de Claudio de Lorena, otros cuatro de Gaspard Dughet, y ejemplos de Watteau, Fragonard y Claude Joseph Vernet.
La pintura de los Países Bajos cuenta con una presencia importante. De los maestros flamencos, hay diez ejemplos de Rubens, siete de Van Dyck y hasta 19 de David Teniers el Joven, pero los eclipsa la espléndida sección de autores holandeses. Destacan cuatro obras de Rembrandt, entre ellas Jovencita en la ventana y un retrato tardío de un joven, que se identifica con dudas como su hijo Titus. Otros autores: Meindert Hobbema, Adriaen van Ostade, Pieter de Hooch, Gerrit Dou, Jacob van Ruysdael, Aelbert Cuyp, Willem van de Velde el Joven, Philips Wouwerman.
La escuela británica de los siglos XVII al XIX cuenta con bastantes ejemplos: siete pinturas de Thomas Gainsborough, nueve de Joshua Reynolds y varias de Peter Lely, William Hogarth, Thomas Lawrence y Constable.
Punto y aparte merecen los cuadros de Murillo, en especial los tres de temas de género o costumbristas: Tres muchachos, Invitación al juego de pala y Muchacha con flores, quizá el más famoso de ellos. El museo cuenta además con una buena copia del famoso retrato Felipe IV en Fraga, cuyo original pintado por Velázquez se conserva en la Colección Frick de Nueva York. Antiguamente la versión Dulwich se consideraba la original, pero ahora se atribuye al yerno de Velázquez, Juan Bautista Martínez del Mazo.

## Galería de obras

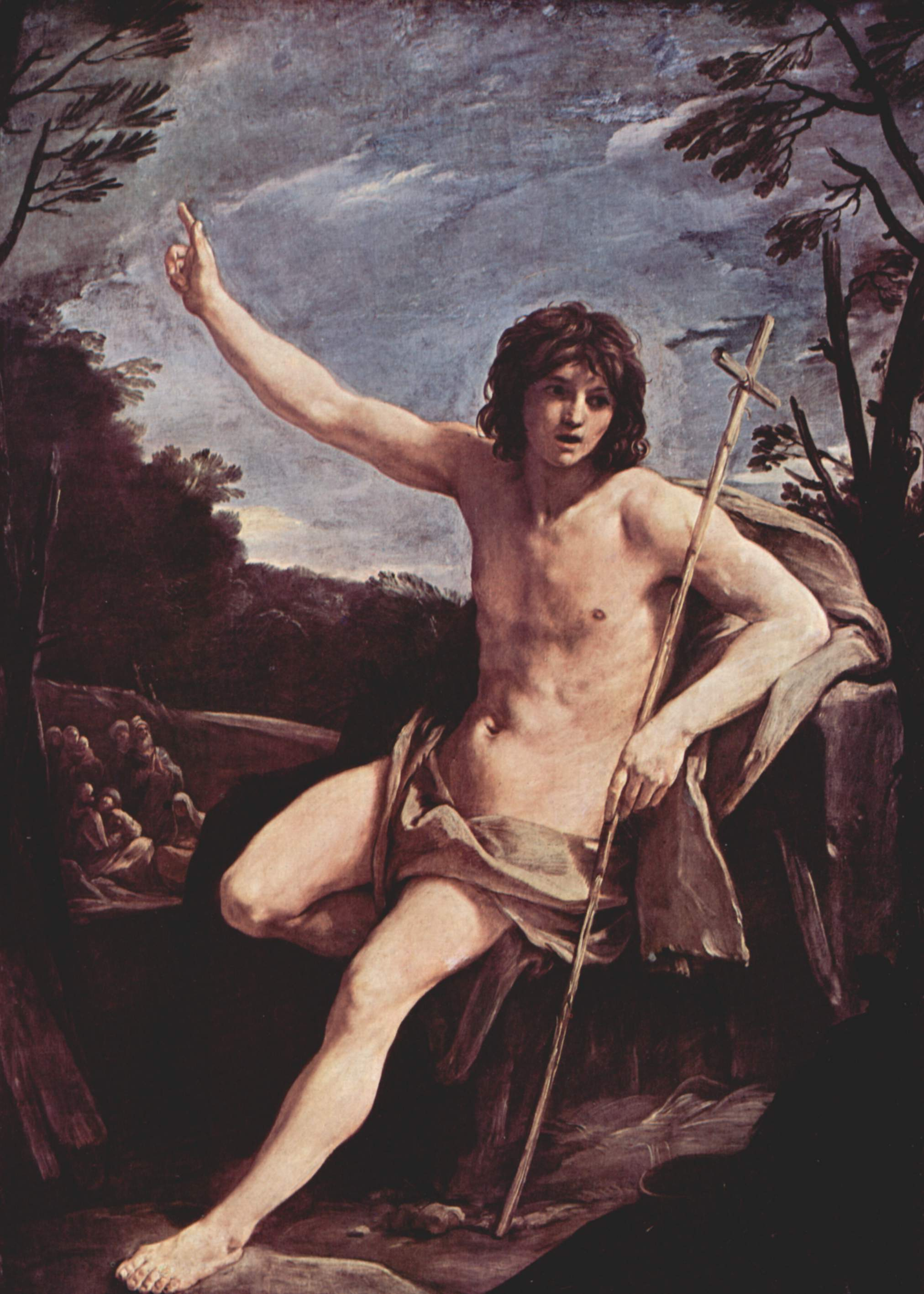
Guido Reni, San Juan Bautista
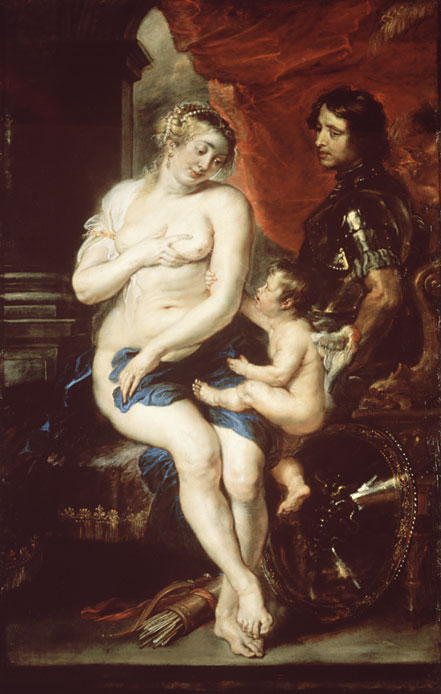
Rubens, Venus, Marte y Cupido
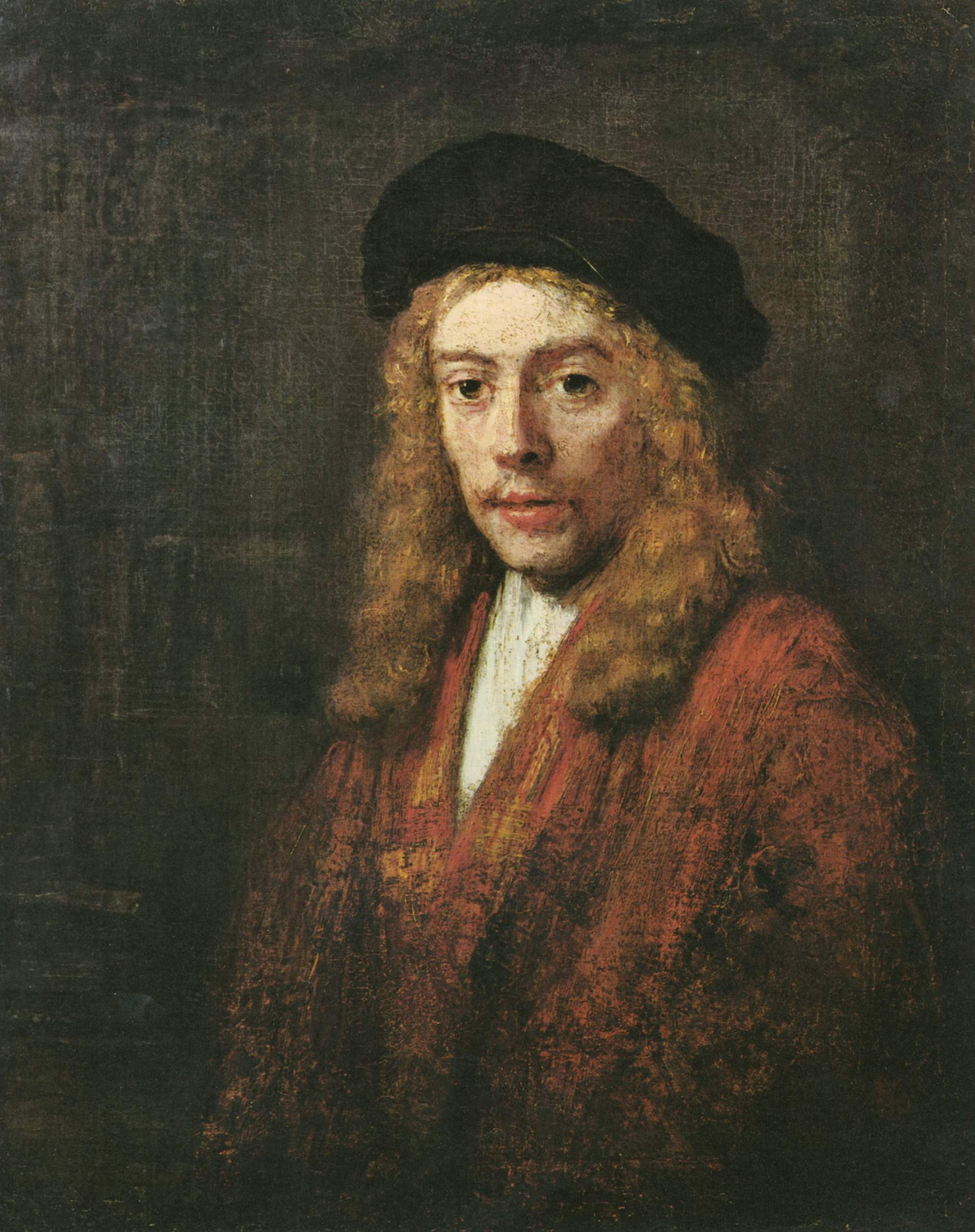
Rembrandt, Retrato de Titus (?)
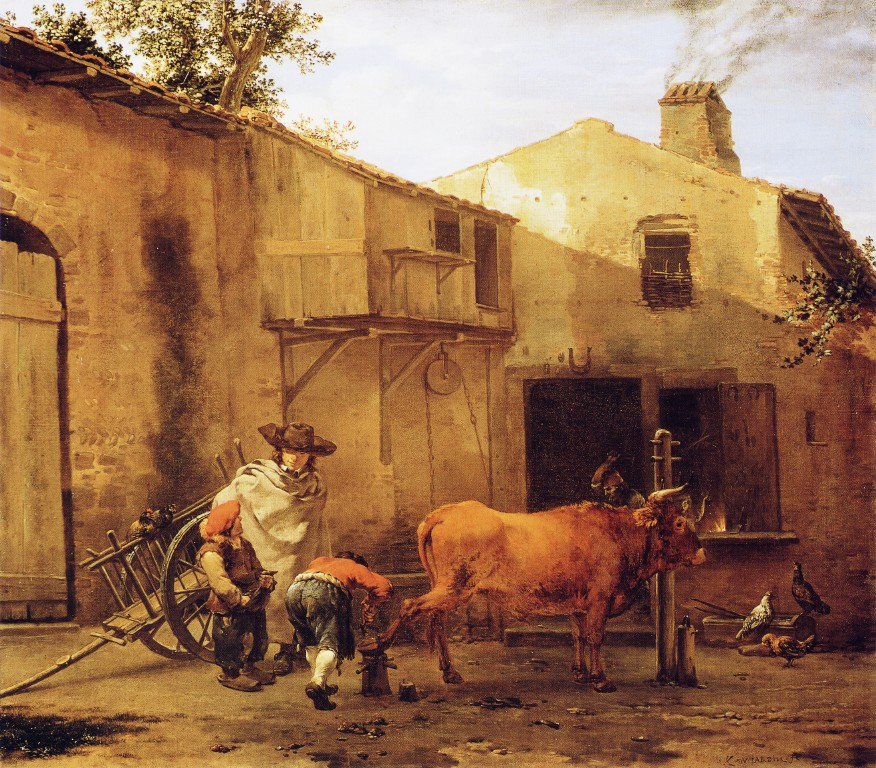
Karel Du Jardin, Herrero trabajando
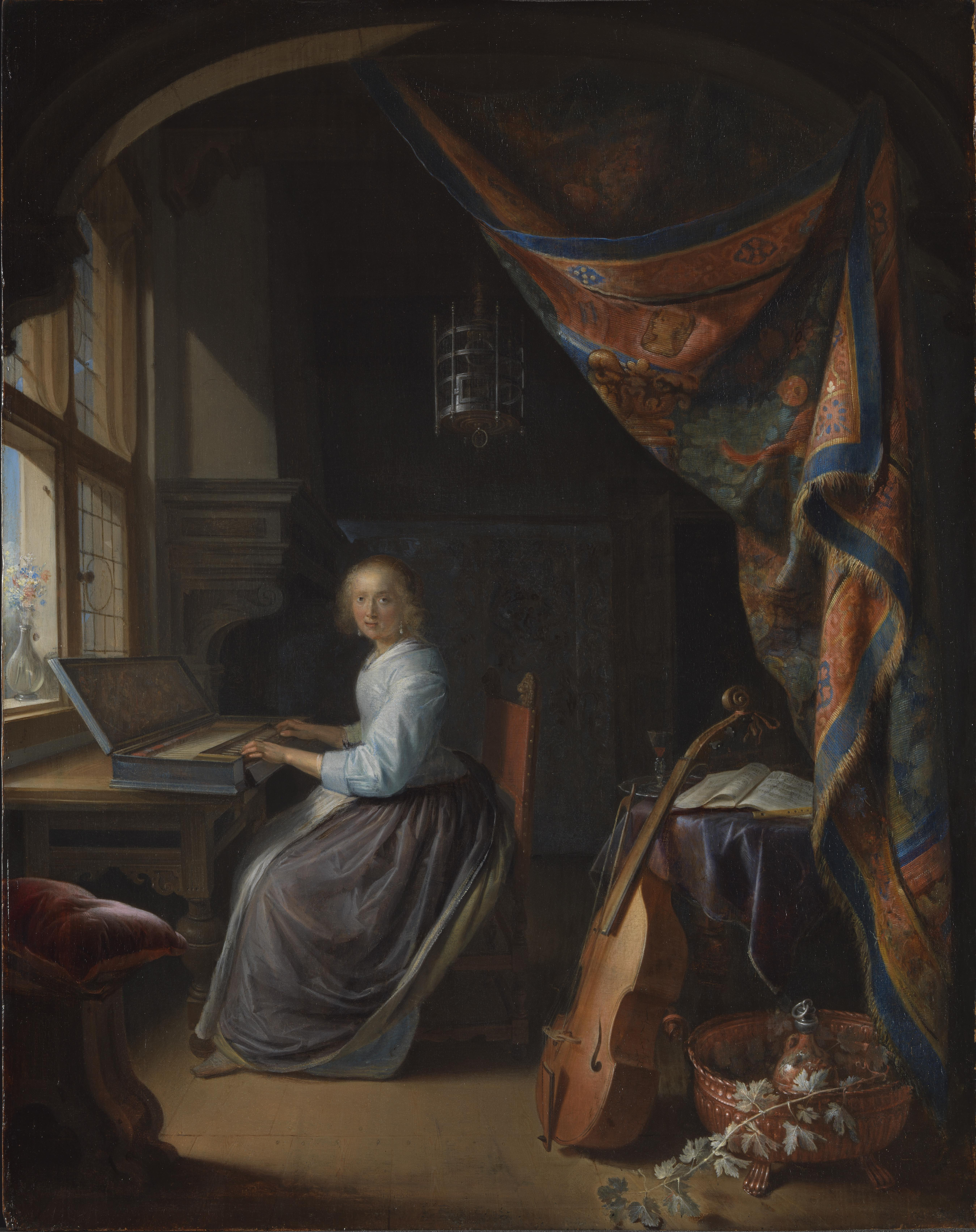
Gerard Dou, Mujer tocando el clavicordio
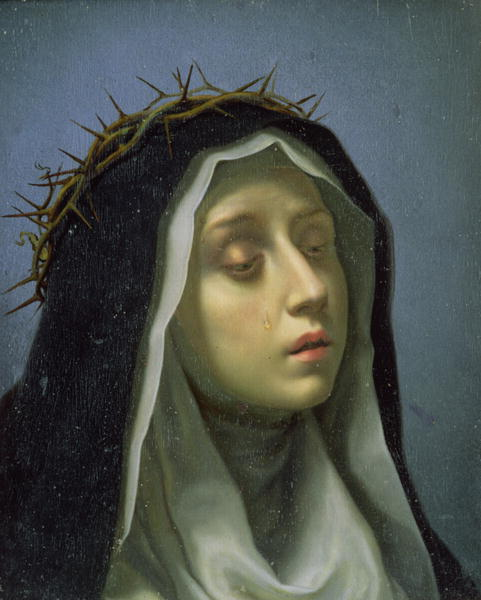
Carlo Dolci, Santa Catalina de Siena
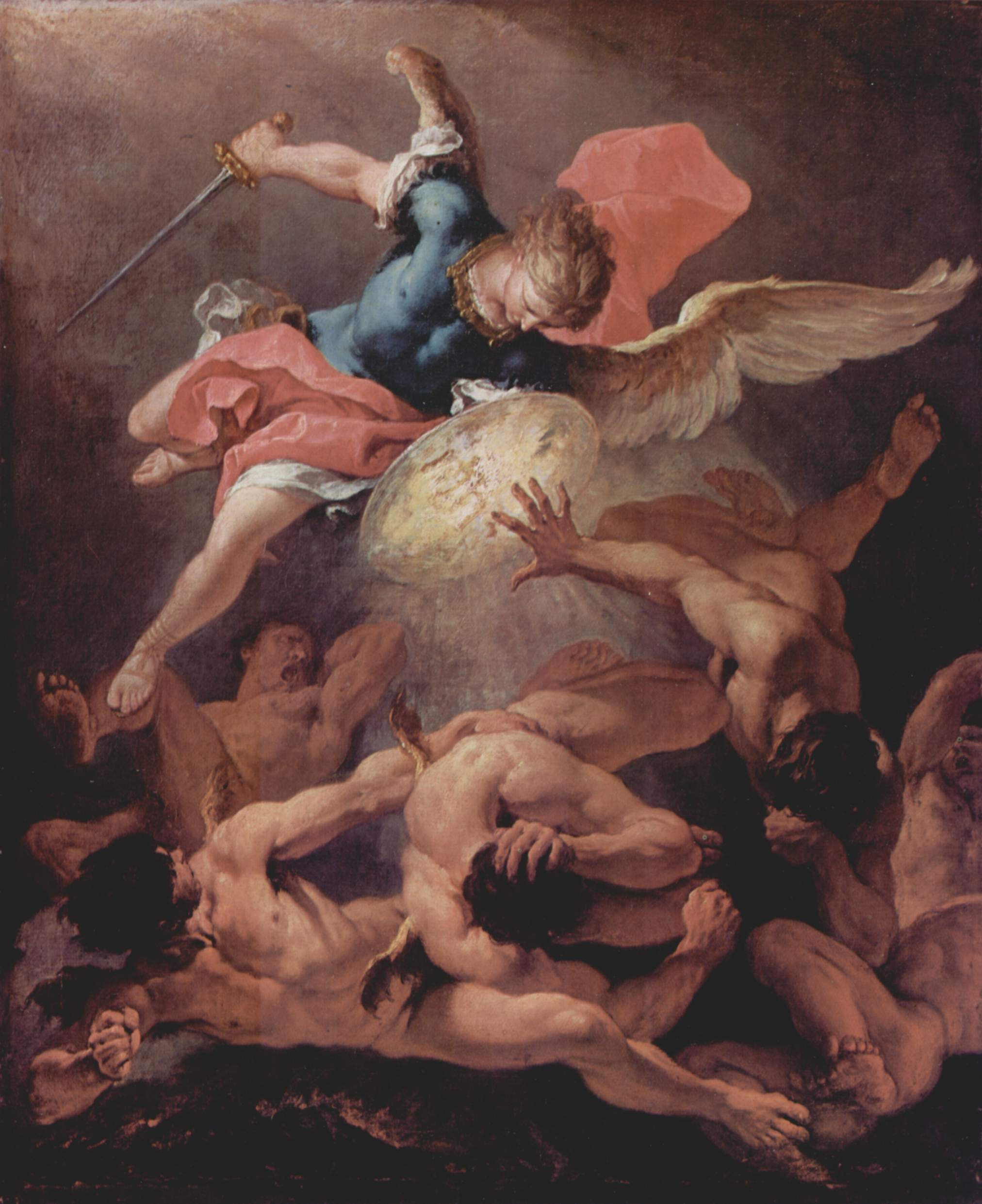
Sebastiano Ricci, El arcángel san Gabriel expulsando a los ángeles rebeldes
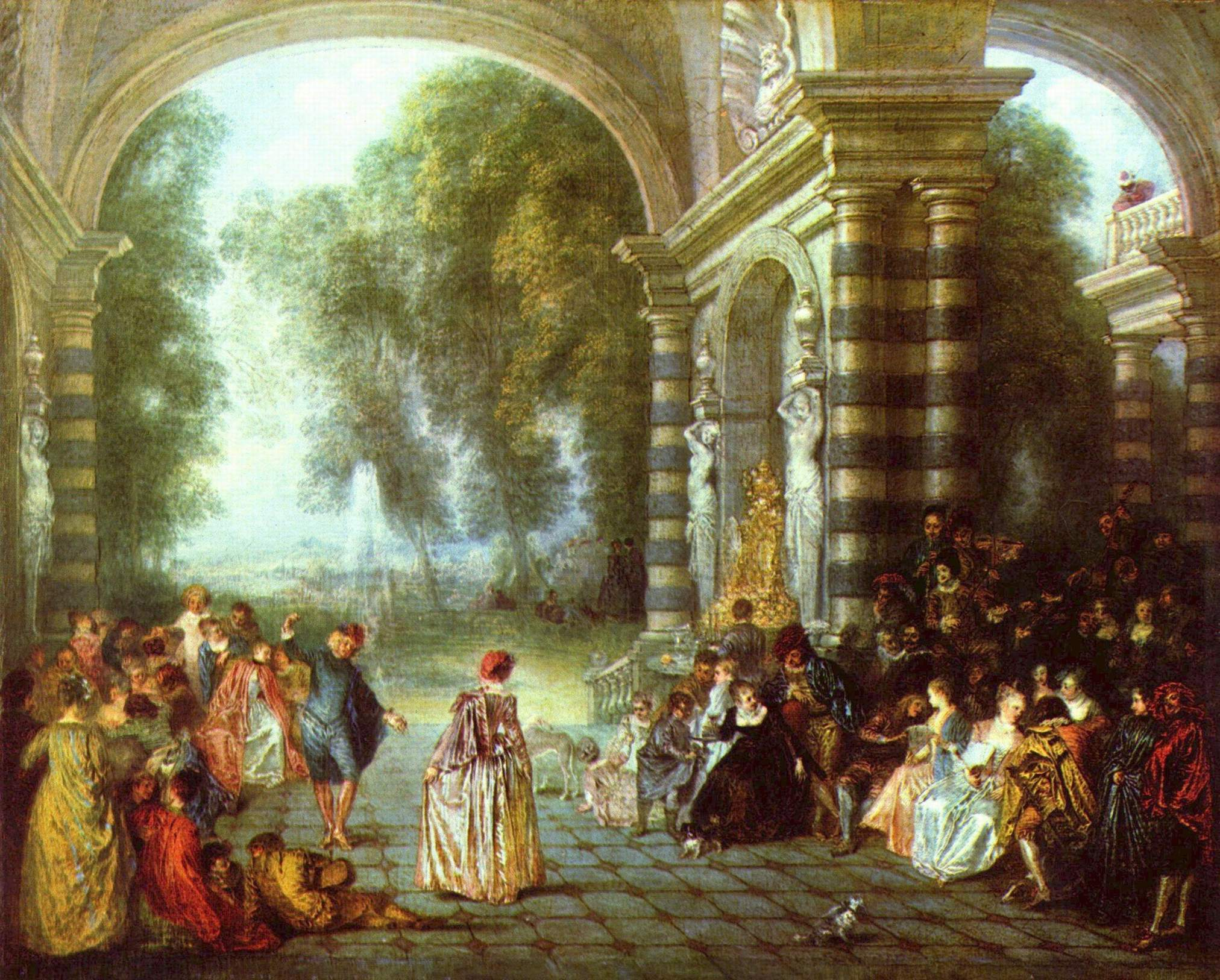
Watteau, Los placeres del baile
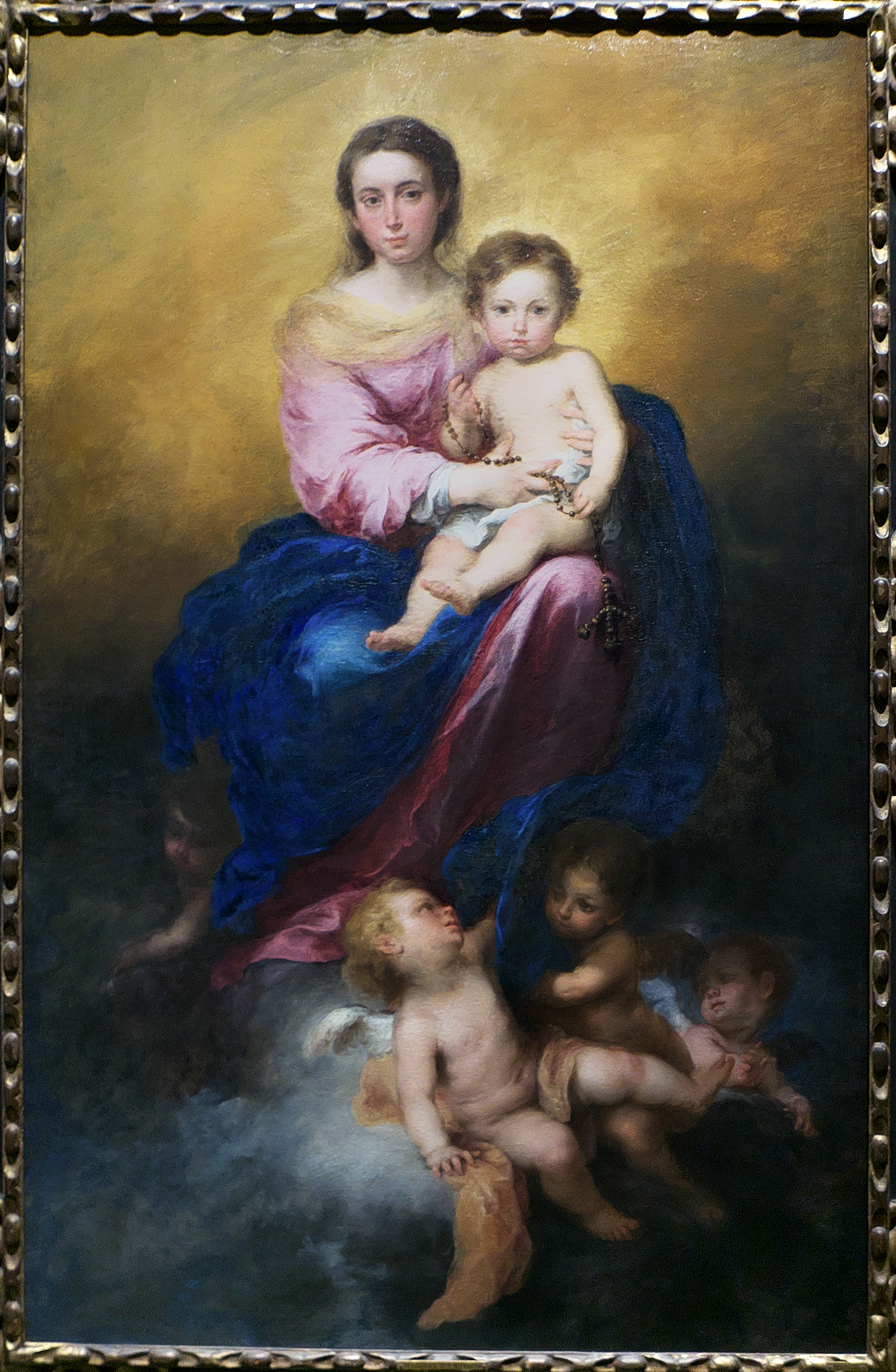
Bartolomé Esteban Murillo (1675-1680)